# LG G2
LG G2 е Android смартфон, разработен от LG Electronics. Наследник е на модела от 2012 г. Optimus G и „фаблета“ от 2013 г. Optimus G Pro. G2 е представен на пресконференция в Ню Йорк на 7 август 2013 г. и пуснат в продажба за първи път през септември 2013 г. G2 се отличава предимно със специфични за LG софтуерни добавки, висококачествена система за прецизен звук, 5,2 инчов (130 mm) 1080p екран с технология, за която компанията твърди, че подобрява енергийната ефективност и позволява намаляването на размера на панела около него, както и с уникалното си разположение на бутоните за включване и контрол на звука – вместо на ръба, те са на гърба на устройството, под камерата.
След появяването си на пазара, смартфонът получава предимно положителни отзиви – за компактния си дизайн, високата си продуктивност, качеството на дисплея и камерата, наред с дългия живот на батерията. Но G2 получава и критики относно някои аспекти на своя дизайн, като например разположението на хардуерните бутони и пластмасовия му заден капак, наподобяващ последните продукти Samsung Galaxy, което се смята за стъпка назад спрямо стъкления такъв на предшестващия го модел Optimus G. Мненията за софтуерните добавки на LG също са противоречиви – една част от потребителите ги намират за изключително удобни и приложими и с много опции за персонализиране, друга – за недодялани и не толкова функционални.
Продажбите на G2 надхвърлят прогнозите на LG – в края на декември 2013 г., корейската информационна агенция съобщи, че най-малко 3 милиона бройки са били продадени в световен мащаб.

## Характеристики
Бутоните на LG G2 са на гърба му, където обикновено се намира показалецът на потребителя. Екстериора на G2 се състои от поликарбонатен панел – за разлика от своя предшественик, за който е използвана стъклена конструкция. Задният капак е украсен с фина шарка, наподобяваща въглеродни влакна. Бутонът за включване има LED индикатор. От LG твърдят, че бутоните, разположени на лицевия панел, са по-трудни за достигане при по-големи смартфони и увеличават вероятността потребителите да изпуснат телефона си и да го повредят докато, например, регулират силата на звука по време на разговор.
Дисплеят на LG G2 може да се включва/изключва с двойно почукване върху него.
G2 работи с 2,26 GHz четириядрен Snapdragon 800 процесор, 2 GB оперативна памет и разполага с 5,2 инчов, 1080p IPS дисплей.

## Продажби
През декември 2013 г., Asia Today съобщава, че 2,3 милиона бройки G2 са били продадени след пускането му през септември 2013 г., като най-малко 600 000 са продадени само в Южна Корея. Тези цифри са под първоначалните прогнози на LG за 3 милиона бройки. Въпреки това, по-късно през същия месец, информационната агенция Yonhap оповестява доста по-положителни числа – най-малко 3 милиона продадени бройки и 900000 продадени в Южна Корея.